# Кули (Киевская область)
Кули (укр. Кулі) — село, входит в Обуховский район Киевской области Украины.
Население по переписи 2001 года составляло 166 человек. Почтовый индекс — 08700. Телефонный код — 4572. Занимает площадь 0,69 км². Код КОАТУУ — 3223187202.

## Местный совет
08752, Київська обл., Обухівський р-н, с. Семенівка